# Matteo I Visconti
Matteo I Visconti, detto Matteo Magno (Invorio, 15 agosto 1250 – Crescenzago, 24 giugno 1322), era figlio di Teobaldo Visconti, quindi nipote dell'arcivescovo di Milano Ottone Visconti (primo signore di Milano della dinastia Visconti), e di Anastasia Pirovano.

Matteo fu uomo d'arme e fedele servitore dello zio Ottone nelle sue battaglie e nella conquista del potere su Milano. Nel 1287 lo zio lo fece nominare Capitano del Popolo del potente Comune lombardo. Da allora Matteo fu fino alla morte - sulle orme di Ottone - Signore di Milano e, in tale veste, sottomise alla sua Signoria l'intera Lombardia, parte del Piemonte e dell'Emilia, inglobando anche Bologna e Genova.

## Biografia

### I primi anni

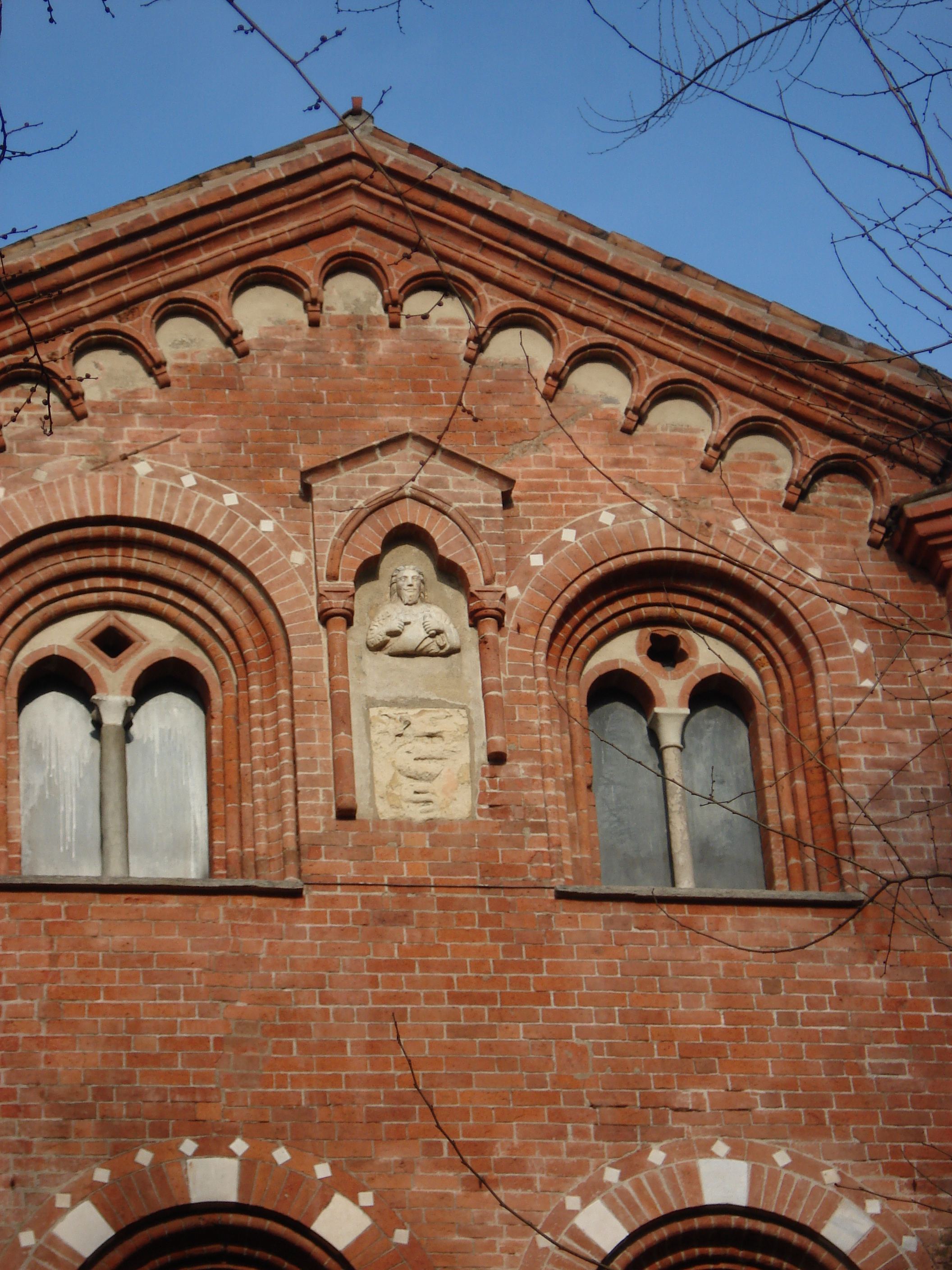
Busto e stemma di Matteo I Visconti nella basilica di Sant'Eustorgio, a Milano. Si trova nella parete esterna della cappella Visconti di San Tommaso da lui realizzata nel 1297 quando aveva 47 anni, e a questa data risale il suo ritratto scolpito.

Matteo era figlio di Teobaldo (o Tibaldo) Visconti che morì decapitato a Gallarate nel 1276 e che, a sua volta, era figlio di un fratello di Ottone Visconti, Obizzo, Signore di Massino, Albizzate e Besnate e di Anastasia Pirovano, forse nipote del cardinale Uberto Pirovano, arcivescovo di Milano.
Nell'agosto 1269 Matteo prese in sposa Bonacossa Borri, figlia del capitano Squarcino Borri, che gli avrebbe dato dieci figli.
Nel 1287 Matteo intervenne quale arbitro tra i ribelli camuni guidati dalla famiglia Federici e il comune di Brescia del vescovo Berardo Maggi.
Nel dicembre 1287, quando Matteo aveva 37 anni, il prozio Ottone lo fece nominare Capitano del Popolo Matteo. Lo stesso mese fu costituito podestà il ravennate Bernardino da Polenta che però rimase a Modena così, in seguito ad una riunione del Consiglio Generale, Matteo assunse anche la carica di podestà per il primo semestre del 1288.
Nel maggio 1288 Rodolfo I lo nominò vicario generale per la Lombardia.
Nel 1290 tornò a ricoprire per un anno la carica di Capitano del Popolo ed ebbe persino la facoltà di confermare o deporre il podestà in carica.

### La guerra contro Guglielmo VII del Monferrato
Nel maggio del 1289 scoppiarono dissidi tra il governatore Manfredi Beccaria e il popolo pavese che sfociarono nella sua espulsione. In giugno fu il turno del conte di Langosco. I due si rifugiarono a Bassignana insieme ad alcuni cavalieri pavesi sotto istanza del marchese Guglielmo VII di Monferrato. Gli alessandrini e i tortonesi misero allora sotto assedio quel borgo. Matteo Visconti inviò Uberto Salvatico con alcuni cavalieri francesi a Pavia. Questi mosse poi a Garlasco e si congiunse con un esercito di seimila milanesi a Lomello. Il marchese del Monferrato fuggì riunendosi con il conte di Langosco e il suo esercito a Breme. Finalmente il marchese di Monferrato e il Langosco scelsero di combattere e si portarono con il loro esercito fino a breve distanza da Lomello quando, grazie all'intercessione di Guglielmo Preda e di alcuni frati francescani del luogo, si raggiunse una pace. Quando però i milanesi tornarono verso Pavia trovarono le porte della città sbarrate e rendendosi conto di essere stati ingannati, alcuni di loro infuriati tornarono indietro saccheggiando Lomello. Quando poi furono sulla strada per Milano il popolo milanese, credendo che fossero soldati monferrini, si armò, uscì dalla città e si preparò ad affrontarli giungendo fino a Cassino Scanasio, per poi ritirarsi una volta appresa la verità. In seguito la pace venne formalmente ratificata dallo stesso Matteo Visconti a Lomello. Guglielmo VII di Monferrato sarebbe stato nominato signore perpetuo di Pavia, Manfredo Parravicini si sarebbe installato quale podestà e Guglielmo Preda quale capitano del popolo.
Il 29 giugno alcuni uomini al soldo del Visconti fecero prigioniero e torturarono un certo Lanfranco Motta che confessò di congiurare con Bonifacio Pusterla che era l'abate di San Celso e con il marchese del Monferrato. L'abate al momento dovuto avrebbe fatto trovare aperta Porta Ticinese in cambio del versamento di 4.000 lire di terzoli all'anno nonché della nomina a capitano del popolo e di altre 66.000 lire una volta che il marchese fosse tornato signore di Milano, ambizione alla quale non aveva mai rinunciato dopo esservi stato cacciato da Ottone Visconti; avrebbe inoltre troncato i rapporti con i Torriani. Bonifacio Pusterla fu confinato prima a Lodi poi a Brescia, infine, dopo essere stato graziato dal Visconti, tornò a Milano il 28 aprile.
A luglio Baldovino degli Ugoni, podestà bresciano di Milano, tentò inutilmente di attaccare Pavia approfittando del fatto che il marchese di Monferrato si trovava a Novara, città che lo aveva appena eletto suo signore. In seguito Manfredo Beccaria uscì da Pavia per parlamentare con Uberto Beccaria e Ruggero Catassio nei pressi di Corbetta e decise infine di rifugiarsi a Milano abbandonando il marchese; questo provocò la reazione dei pavesi che cacciarono i Beccaria e i loro alleati dalla città. Si misero inoltre ad assediare Monteacuto, che apparteneva a quella famiglia ma ne vennero scacciati dai piacentini. Nell'autunno dello stesso anno Matteo Visconti, dopo aver radunato un esercito, si portò a Lacchiarella poi fin sotto le mura di Pavia tuttavia la porta che sarebbe dovuta essere aperta a Manfredo Beccaria rimase chiusa condannando l'impresa al fallimento. Successivamente il marchese del Monferrato entrò a Pavia ponendovi una guarnigione di mille fanti e duecento cavalieri.
Il 15 maggio 1290 il podestà Baldovino degli Ugoni attaccò il novarese passando per il ponte di Castelletto riuscendo a catturare Borgonuovo in cui pose una piccola guarnigione per poi tornare a Milano il 2 giugno. I cremonesi e i piacentini supportarono i milanesi attaccando il pavese ma furono costretti a ritirarsi quando il Guglielmo VII del Monferrato abbandonò la campagna nell'astigiano per difendere la città. Il 17 giugno, mentre il marchese era impegnato a difendere Asti contro Amedeo V di Savoia, i milanesi uscirono di nuovo armati dalla città e dopo essersi riuniti agli alleati a Rosate, forti di 20.000 fanti e 2.200 cavalieri mossero verso Lacchiarella. Il 23 giugno giunsero a Siziano e il 26, dopo essere transitati per Vidigulfo, a mezzo miglio dalle mura di Pavia ma ancora una volta l'impresa non ebbe seguito poiché i pavesi non accettarono la battaglia campale e una tempesta devastò l'accampamento milanese.
Il 26 agosto il marchese del Monferrato radunò un esercito, uscì da Pavia insieme ad Erecco e Mosca Della Torre e si accampò a Morimondo e qualche giorno dopo quello milanese gli si fece incontro accampandosi a Gozzano ma il 5 settembre entrambi tornarono nelle rispettive città. Il marchese tornò poi ad attaccare Asti che si preparò a difendersi eleggendo il milanese Ottorino Mandelli quale podestà, radunando 500 cavalieri e chiedendo aiuto agli alleati milanesi, piacentini, cremonesi e bresciani che inviarono mille cavalieri ciascuno, più altri cinquecento del conte di Savoia. Gli astigiani invasero il Monferrato devastandolo, costringendo infine il marchese a trovare un accordo con il Savoia. Infine si accordarono con gli alessandrini per muovere guerra a Guglielmo VII che recatosi ad Alessandria per reprimere il traditori venne catturato e imprigionato in una gabbia di ferro dove morì il 6 febbraio 1292. L'uscita di scena di Guglielmo VII permise ai milanesi di guadagnare Vigevano e Mortara, Novara e Vercelli riconobbero Matteo quale proprio capitano per cinque anni e migliorarono i rapporti con gli alessandrini e i tortonesi.
Nei primi giorni del 1292 morì Lotario Rusca che reggeva Como e i Vitani ne approfittarono per impadronirsi di Vico, sobborgo della città. Matteo Visconti non perse tempo e marciò su Como passando per Cantù riuscendo a convincere entrambe le fazioni della città ad eleggerlo capitano del popolo per cinque anni, nominando quale nuovo podestà suo cognato Ottorino Borri e reinstallando il vescovo in esilio a Legnano.
Il 23 giugno ci fu una nuova sollevazione che portò all'espulsione dei Rusca e di Ottorino Borri. Il 17 luglio Matteo Visconti permise ai comaschi di eleggere Francesco da Carcano quale nuovo podestà. In novembre, in seguito a nuovi disordini, il Visconti marciò con l'esercito a Como e impose quale podestà il fratello Uberto e si fece riconfermare capitano del popolo.
Il 5 maggio, approfittando della morte di Guglielmo VII e del fatto che il legittimo erede Giovanni si trovasse alla corte del re di Napoli, Matteo ordinò che si radunasse l'esercito e vi mise a capo il podestà Antonio Gallizi. I milanesi marciarono su Bernate e il giorno seguente Matteo si unì all'esercito a Corbetta; l'esercito passò quindi da Novara e da Vercelli assediando Trino che cadde il 20 maggio; caddero poi Pontestura e Moncalvo. Fu quindi ricevuto a Casale dove lo nominarono capitano di tutto il Monferrato. Alcuni castelli non lo riconobbero tale restando fedeli agli Aleramici cercando una pace che fu rifiutata dal Visconti. Matteo passò poi da Alessandria che lo nominò capitano del popolo per cinque anni poi tornò a Milano. Il 15 maggio 1293 alcuni ambasciatori monferrini giunsero a Milano, confermarono il titolo accordato al Visconti e stabilirono una pace per cui il signore di Milano avrebbe potuto nominare un vicario del Monferrato, Giovanni avrebbe rinunciato ad ogni pretesa su Milano in cambio della protezione viscontea.

### Operazioni militari contro Lodi e Lecco
Nell'aprile del 1294 giunse una legazione da parte di Adolfo di Nassau. Il sovrano creava Matteo Visconti quale vicario imperiale in Lombardia e l'anno seguente confermava i privilegi concessi alla città. Matteo inizialmente finse di rifiutare il titolo volendo che fossero le istituzioni comunali ad affidargli la carica e solo dopo prestò giuramento, aggiungendo l'aquila imperiale al suo blasone. Riuscì inoltre a farsi nominare capitano del popolo per un altro quinquennio.
Lo stesso anno le città di Lodi e di Crema, che mal sopportavano le ambizioni espansionistiche di Matteo Visconti, congiurarono segretamente per introdurre entro le loro mura i Torriani e farli tornare signori di Milano. Matteo convocò un consiglio generale delle città suddite e alleate a Milano ovvero Brescia, Pavia, Cremona, Piacenza, Tortona, Novara, Casale, Vercelli, Alessandria, Asti e Genova. Fu deliberato di muovere guerra ai lodigiani e ai cremaschi. Il 1º settembre il podestà Zanasio Salimbene uscì dalla città con l'esercito portandosi a Melegnano dove fu raggiunto il giorno dopo da Matteo con il resto delle truppe. I milanesi passarono la Muzza presso l'Isola Balbiana entrando nel territorio lodigiano che devastarono e misero a sacco. Il 25 settembre i lodigiani si vendicarono facendo lo stesso nella campagna milanese ma furono intercettati e sconfitti presso Pantigliate. Circa duecento di loro restarono prigionieri e furono condotti nei castelli di Trezzo e Siziano, tra questi Imberaldo della Torre.
Il 1º giugno 1295 il podestà Enrico Tangentino da Brescia uscì da Milano con un grande esercito di circa 33.000 uomini costituito da un'avanguardia di 600 arcieri e balestrieri, seguita da alcune centinaia di cavalieri scelti, da 4.000 fanti, da circa 25.000 uomini reclutati tra i cittadini, da un migliaio di uomini delle città alleate e infine da una retroguardia di 2.000 lancieri. Una settimana dopo si accampò presso Viboldone; Matteo lo raggiunse a Lodi Vecchio che allora si trovava in mano ai milanesi i quali l'avevano fortificata. Il 18 giugno i milanesi posero l'assedio a San Colombano e i lodigiani a Castelleone, i primi poi lo abbandonarono improvvisamente per accamparsi il 24 giugno ad un miglio e mezzo dalle mura di Lodi di cui saccheggiarono i borghi. I lodigiani rimasero a difesa delle mura e stabilirono apparentemente condizioni ragionevoli dal momento che l'esercito visconteo si ritirò prima a Lavagna poi il 29 giugno partì alla volta di Milano.
L'8 agosto morì alla veneranda età di ottantotto anni Ottone Visconti, primo signore di Milano della sua dinastia; fu sepolto in un'arca in marmo rosso macchiato in seguito traslata nel Duomo dove si trova ancora oggi.
L'11 settembre fu pubblicata la pace tra la signoria di Milano e Lodi che includeva l'espulsione dei Torriani dalla città. Il 21 ottobre Bonifacio VIII nominò quale nuovo arcivescovo di Milano il lucchese Ruffino da Frisseto, togliendo il privilegio concesso agli ordinari milanesi di eleggere il successore. Il conseguente malcontento ritardò l'installazione di Ruffino in città sino a novembre. Il 21 luglio 1296 l'arcivescovo morì e al suo posto venne scelto dal pontefice il parmigiano Francesco Fontana.
Nel luglio del 1296 il podestà Zanasio Salimbene si portò a Merate dove iniziò a reclutare un nuovo esercito. Giunto presso le mura di Lecco si fece consegnare centocinquanta ostaggi e costrinse gli abitanti a trasferirsi a Valmadrera, poi incendiò la città con l'eccezione della rocca. Fu quindi emanata una legge che ne vietò la riedificazione. Non è chiaro per quale motivo la cittadina fu sottoposta a un così pesante castigo ma è probabile che si fosse alleata ai Torriani che avevano quale feudo la vicina Valsassina; in questo modo l'Adda avrebbe separato i territori soggette alle due famiglie rivali e i Visconti avrebbero avuto un avamposto (la rocca di Lecco) in terra torriana.

### La campagna contro Giovanni I del Monferrato e alleati
Nel 1298 Giovanni I del Monferrato, dopo aver sondato la disposizione delle città vicine verso il Visconti, concluse segretamente una lega con Pavia, Cremona, Bergamo, Tortona, Vercelli, Casale, con il marchese Manfredo IV di Saluzzo, Azzo VIII d'Este duca di Ferrara e con alcuni novaresi. Matteo verosimilmente lo venne a sapere e si assicurò l'appoggio dei Della Scala maritando sua figlia Caterina con Alboino, figlio di Alberto I della Scala, sedò i dissidi in Parma e poté contare sull'appoggio di Bologna dove sia il podestà Ottorino Mandelli che il capitano del popolo Jacopo Pirovano erano milanesi. Inviò inoltre a Novara il figlio ventenne Galeazzo in qualità di podestà.
Il 18 marzo 1299 Manfredo Beccaria e i suoi alleati mossero su Mortara dove furono raggiunti da Giovanni del Monferrato, Filippo conte di Langosco e dai saluzzesi. Quando giunsero a Novara gli fu aperta una delle porte e in questo modo riuscirono a prendere il controllo della città mentre il castello cadde alcuni giorni dopo. Galeazzo Visconti riuscì a fuggire a Corbetta. L'esercito anti-visconteo attraversò il Ticino saccheggiando la campagna ad ovest di Milano per poi ritirarsi distruggendo il ponte di Bernate. Il podestà Bisaccia Riccardi rinforzò le difese del ponte di Abbiategrasso e aumentò la guarnigione di Vigevano.
Quando Casale cadde nelle mani del marchese di Monferrato, Matteo Visconti convocò il consiglio generale scagliandosi contro il tradimento di alcune città. Il consiglio dopo essersi consultato lo rielesse capitano del popolo per un altro quinquennio. Il Visconti da una parte avviò trattative di pace con i suoi nemici, dall'altra si preparò ad una nuova campagna militare. Furono scelti 300 uomini (cinquanta per porta) ed armati con lunghe lance dette manere e protetti da pancere e cappelli di ferro, poi altri 2.400 quattrocento uomini (quattrocento per porta) armati allo stesso modo, 3.000 lancieri e 1.000 cavalieri piacentini, 200 parmigiani e altrettanti bolognesi, 150 fanti e 50 balestrieri veronesi, più mercenari esteri stipendiati dal comune. I nemici non agirono diversamente e il 1º maggio convocarono un consiglio a Pavia in cui intervennero tutte le città alleate rinnovando la lega anti-viscontea. Il 9 maggio l'esercito milanese si accampò tra Rosate e Abbiategrasso e qui furono distribuite diciassette bandiere per porta.
Il giorno successivo Matteo e Galeazzo Visconti insieme a Zanasio Salimbene effettuarono una scorreria sino alle mura per poi ingiuriare i pavesi affinché uscissero dalle mura ma questi non risposero alle provocazioni. Il 12 maggio l'esercito forte di 10.000 fanti e 4.000 cavalieri, guidato da Pietro e Galeazzo Visconti, attraversò il Ticino assaltando e dando fuoco a Mortara per poi saccheggiarne le campagne. I novaresi e i vercellesi risposero portandosi a Borgolavezzaro e i pavesi a Garlasco poi il 20 maggio si accamparono davanti a Vigevano, dove furono raggiunti dai monferrini e dai saluzzesi.
Il 28 maggio i milanesi ritornarono ad Ozzero dove furono rinforzati da 500 comaschi e 150 parmigiani, poi il 2 giugno passarono nuovamente il Ticino costringendo il nemico a ritirarsi a Garlasco. I Visconti riuscirono a catturare e distruggere Gambolò facendo fuggire novaresi, vercellesi e pavesi per poi assaltare il 5 giugno Garlasco la cui guarnigione si difese valorosamente, respingendoli.
Il 6 giugno fu raggiunto un trattato di pace tra le due parti perché i ferraresi nel frattempo erano entrati nella Gera d'Adda con 4.000 fanti e 700 cavalli ottenendo Crema da Enrico da Monza e si erano accampati Corte Palasio e minacciando i territori viscontei da oriente. I bergamaschi avevano raggiunto Osio Sotto e i cremonesi si erano portati sulla sponda orientale dell'Adda presso Cassano. Il 7 giugno l'esercito visconteo si ritirò tornando a Milano. Il 12 giugno Bisaccia Riccardi mosse rapidamente verso Cassano facendo fuggire disordinatamente i cremonesi a Crema e lo stesso giorno giunse a Milano il marchese Moroello Malaspina che fu nominato capitano generale dell'esercito visconteo. Il giorno successivo il Riccardi passò l'Adda e i cremaschi e i ferraresi avviarono trattative di pace che si conclusero con la loro pubblicazione il 20 giugno.
In luglio Matteo Visconti si dimostrò un saggio mediatore per la pace tra genovesi e veneziani e questi ultimi lo aiutarono stabilendo una nuova pace tra milanesi da una parte e pavesi ed alleati dall'altra; rimasto senza alleati, Giovanni del Monferrato sancì una pace con i milanesi il 4 settembre.

### Nuovi disordini a Pavia, Bergamo, Novara e Vercelli
Dopo pochi mesi di pace, a Novara furono cacciati i Tornielli che chiesero aiuto al Visconti. Il 16 settembre Matteo raccolse nuovamente l'esercito e insieme al figlio Galeazzo si portò prima a Novara poi a Vercelli passando per Abbiategrasso e Vigevano. Le due città non si opposero ed egli nominò quale loro podestà Trinzano Cavazio e Florio da Castelletto. Il 27 settembre l'esercito visconteo tornò a Milano. Poco dopo i lodigiani catturarono San Colombano cacciando il castellano Jacopo Landriani.
Nel frattempo a Pavia montarono i dissidi tra Manfredo Beccaria e Filippo di Langosco, che venne espulso dalla città a Lomello e si disse disposto a mettersi al soldo dei milanesi. Alla fine entrambi scelsero Matteo Visconti quale arbitro. L'11 maggio 1300 richiese loro venti ostaggi ciascuno e dopo averli riappacificati nominò quali podestà e capitano del popolo della città il cognato Ottorino Borri e Gaspare da Garbagnate. Il Langosco chiese poi il permesso al Visconti di entrare a Pavia con 900 soldati e non appena gli fu concesso ricominciarono gli scontri con il Beccaria che ebbero la peggio e vennero espulsi, appellandosi ancora una volta al signore di Milano. Matteo Visconti ordinò ad entrambi i contendenti di ritornare in città e riappacificarsi ma i Beccaria, avendo forze inferiori, non osarono e così persero il controllo su Pavia. Lo stesso mese il Visconti strinse nuove alleanze promettendo la figlia Zaccarina in sposa al conte di Langosco e soprattutto il figlio Galeazzo a Beatrice d'Este, figlia di Obizzo II. Le nozze si celebrarono a Modena, seguirono grandi festeggiamenti a Milano. In dicembre il consiglio generale, per volere dello stesso Matteo, gli affiancò il figlio Galeazzo quale capitano del popolo.
Nel 1301 Giovanni del Monferrato tornò a sobillare le divisioni interne tra i novaresi alleandosi con i Brusati e i Cavallazzi a danno dei Tornielli, e i vercellesi, alleandosi con gli Avogadro a danno dei Tizzoni che furono cacciati dalla città.
Il 29 maggio i Suardi e i Colleoni invitarono Matteo a prendere possesso di Bergamo. Il signore di Milano inviò un piccolo esercito guidato dal figlio Galeazzo che, attraversato l'Adda a Vaprio, si portò presso Bergamo le cui famiglie dei Bongi e dei Rivoli, avverse ai Visconti, non opposero resistenza. Matteo fu dichiarato capitano del popolo per un quinquennio e quale podestà venne installato Jacopo Pirovano. In luglio i Bongi e i Rivoli, insieme agli alleati lodigiani, cremaschi e cremonesi cercarono di riprendere il controllo della città, fallendo. Galeazzo passò poi nel novarese dove catturò Varallo Pombia, Oleggio e Galliate.
La promessa di matrimonio tra Zaccarina Visconti e Filippo conte di Langosco non si concretizzò mai. Matteo infatti decise di far sposare la figlia a Ottorino Rusca di Como. Filippo Langosco si infuriò e chiamò ancora una volta a raccolta contro il Visconti i pavesi, novaresi, vercellesi, lodigiani, cremaschi e cremonesi si accampò a Garlasco con un esercito di 3.000 fanti e 1.000 cavalieri mentre Galeazzo si portò alla difesa di Vigevano poi, senza dare battaglia, tornò a Milano. In novembre padre Matteo, contrariato, intervenne di persona con 2.500 fanti comaschi e 500 cavalieri, devastò la Lomellina e catturò Lomello. Infine prese Garlasco ma non il castello a causa della mancanza di macchine d'assedio, della sua nutrita guarnigione e della stagione invernale ormai alle porte.

### I Torriani riconquistano la signoria di Milano
Il 7 febbraio 1302 Galeazzo Visconti e Bernardino da Polenta mossero contro Novara, in cui avevano alleati, passando per Abbiategrasso e Vigevano. Giunti presso la città però le porte non furono loro aperte e furono così costretti a tornare indietro. Il 23 marzo Galeazzo tentò di assaltare Pavia, riuscendo a bruciare la Porta di Santo Stefano ma i difensori riuscirono a resistere e lo respinsero. Irritato per questi insuccessi, Galeazzo ci riprovò il 3 maggio insieme al nuovo podestà Bonifacio Lupi riuscendo a catturare Torre del Mangano e a devastare ogni cosa nel raggio di tre miglia dalle mura di Pavia. Dopo questi primi successi Riccardo da Arese, giudice della Credenza di Sant'Ambrogio, invitò il popolo ad armarsi e si mosse a Rosate per poi attraversare il Ticino ed attaccare Novara senza alcun frutto sia per le difese della città che per le continue piogge; il 13 maggio anche Galeazzo fu costretto a ritirarsi. Queste continue operazioni militari dallo scarso frutto determinarono un certo malcontento tra il popolo e indebolirono l'esercito milanese.
Alla fine di marzo del 1302 i Torriani erano entrati di nuovo a Cremona e poco tempo Mosca, Errecco e Martino giunsero sino a Lodi. Iniziarono poi a stabilire un'alleanza con tutte le città anti-viscontee ovvero, oltre a Cremona e Lodi, Crema, Pavia, Novara, Vercelli e il Monferrato. Capo della nuova congiura era però il piacentino Alberto Scotti. Matteo ebbe qualche sentore della congiura e il 7 giugno inviò Galeazzo a Bisentrate per catturare Pietro Visconti, fratello di Ottone e quindi cugino del signore di Milano. Pietro fu fatto prigioniero, condotto a Milano e poi rinchiuso nel castello di Siziano insieme ad Oliverio della Torre. La moglie di Pietro, Antiochia Crivelli, chiese aiuto al genero Corrado Rusca di Como affinché sostenesse la lega anti-viscontea e insieme ad esso riuscì a radunare un esercito di diecimila uomini reclutandolo nel Seprio dove il marito aveva grande autorità. Tra i congiurati vi era anche Landolfo Borri, cognato di Matteo e Albertone Visconti, suo parente.
Nel frattempo il 2 giugno Alberto Scotti era giunto a Lodi e dopo aver preso il comando dell'esercito l'8 si era portato a Lavagna. Matteo aveva invece raccolto un esercito dal contado di Milano e dal lecchese, nonché composto dagli esuli delle città rivali. Dopo aver lasciato Galeazzo e Uberto insieme ad altri soldati alla difesa di Milano, nella quale stavano scoppiando rivolte, uscì dalla città e pose il campo prima a Pioltello e il giorno successivo a Melzo. Milano però era ormai in rivolta e Galeazzo riusciva a malapena a difendersi. Privo degli approvvigionamenti provenienti dalla città e in seguito alla defezione di Monza, Matteo fu costretto a scendere a trattative con i suoi nemici. I Torriani stabilirono che i Visconti avrebbero dovuto rinunciare alle loro pretese su Milano, avrebbero dovuto restituirgli i beni ancora esistenti e ripagassero quelli andati distrutti, infine gli esuli milanesi sarebbero dovuti tornare in città. Il 13 o 14 giugno Matteo accettò le condizioni in un congresso a cui parteciparono i principali esponenti di entrambe le fazioni, licenziò l'esercito, consegnò il bastone del comando ad Alberto Scotti e si ritirò nel castello di San Colombano. Il figlio Galeazzo uscì da Porta Romana alla testa di 2.000 uomini mentre i palazzi dei Visconti venivano saccheggiati dal popolo; si ritirò dapprima a San Colombano dal padre poi a Ferrara dal cognato. Bonacossa Borri, moglie di Matteo, si rifugiò dapprima nelle case di alcuni suoi fedeli e poi nel convento di Santa Maria della Vettabbia (o Vecchiabbia) mentre Beatrice d'Este, incinta, fuggì prima Bergamo poi dal padre a Ferrara. Qui il 7 dicembre 1302 partorì il figlio Azzone, che sarebbe diventato in seguito signore di Milano. Marco, Luchino, Giovanni e Stefano, figli maschi di Matteo, si rifugiarono nel monastero di Sant'Eustorgio.
Tutti i capi della rivolta anti-viscontea si recarono a Milano ma presto scoppiarono dissidi interni dal momento che Pietro Visconti voleva sostituirsi al nipote nella signoria della città, appoggiato da Corrado Rusca mentre dall'altra parte Alberto Scotti di Piacenza, Venturino Benzoni di Cremona, Antonio Fissiraga di Lodi, Filippo Langosco di Pavia ed Enrico da Monza appoggiavano la rivendicazione dei Torriani. Fu perciò adunato un gran consiglio presieduto dallo Scotti in cui si stabilì di far tornare i Torriani in città e in cui lo Scotti, pur non riuscendo ad ottenere una carica importante in città, riuscì a far nominare podestà il figlio Bernardino. I maggiori esponenti dei Torriani rientrarono quindi a Milano, tra questi Errecco, Corrado e suo figlio Moschino, Guidone, Cassono, Imberaldo, Mosca e il figlio Napino, Angefosso, Zonfredo, Leoncino e Oliviero, liberato dalle prigioni di Siziano. Si misero subito a riedificare i loro palazzi posti presso l'odierna piazza della Scala. Pietro Visconti presto si pentì del suo tradimento e insieme ad Uberto raccolse diversi seguaci e tentò di scatenare una rivolta che venne subito soppressa dai Torriani. Negli scontri morì Andrea Visconti che fu sepolto nella chiesa di San Francesco Grande mentre Uberto cadde da cavallo e fu ferito.

### Ripetuti tentativi di Matteo per riprendere il potere
L'8 ottobre Leone Lambertenghi, arcivescovo di Como e capo della fazione dei Vitani, si impadronì della città, cacciando i Rusca. Negli scontri morì Corrado Rusca. Gli esuli comaschi chiesero il supporto di Matteo Visconti per riprendere la città in cambio del loro appoggio nella riconquista della signoria di Milano. Il Visconti passò i mesi successivi a reclutare un nuovo esercito e l'8 maggio 1303 comparve davanti alle mura di Bellinzona alla testa di 4.000 fanti e 300 cavalieri poi il 29 giunse a Varese dove aveva molti alleati, quindi il giorno successivo catturò Vico e Torre, sobborghi di Como. La città era controllata da Martino della Torre, figlio di Cassono, che impedì agli abitanti di uscire dalle porte attendendo l'arrivo di rinforzi. I Torriani, allarmati dalle mosse dell'avversario, rinforzarono la guardia cittadina di Milano, poi radunarono un esercito con in testa il nuovo signore Guido della Torre e il podestà Fissiraga da Lodi che riuscì a infliggere una pesante sconfitta al Visconti, facendo strage dei suoi uomini e catturandone mille. Matteo riuscì a malapena a fuggire rifugiandosi a Piacenza dove fu accolto da Alberto Scotti che qualche mese prima era stato tra i principali fautori della sua caduta. Lo Scotti, irritato per il trattamento subito dai Torriani, fece valere la sua influenza per inimicargli oltre alla sua Piacenza, le città di Tortona e Alessandria e riuscì a far entrare nell'alleanza anche Parma, Mantova e Verona più gli esuli di altre città e un corpo di mercenari stranieri. Il 18 settembre Matteo condusse fuori da Piacenza un esercito di 6.000 fanti e 800 cavalieri con cui passo il Po e si accampò ad Orio Litta attendendo un secondo esercito guidato dallo Scotti che non arrivò mai. I Torriani raccolsero a loro volta un esercito diverse migliaia di uomini che costrinse Matteo ad abbandonare i suoi propositi.
Nel 1304 Matteo appoggiò i Suardi, appena scacciati da Bergamo, per cercare di riprendere la città, appoggiato dai bresciani. Il 21 agosto i Torriani e il podestà Federico Ponzoni raggiunsero con un esercito Crescenzago quindi Cassano e Cologno al Serio per poi scacciare il Visconti dalla bergamasca il 2 settembre.
Nell'agosto del 1307 i bresciani e i veronesi crearono un diversivo avvicinandosi a Bergamo per dare la possibilità a Matteo di assaltare il ponte di Vaprio alla testa di 1.500 fanti e 800 cavalieri. Il ponte era però ben presidiato e oppose una strenua resistenza fino all'arrivo il 18 agosto dell'esercito torriano che lo spinse a ritirarsi nel bresciano. Dopo i molti falliti tentativi di riprendere il potere Matteo si ritirò a Motteggiana) ospite degli Scaligeri in attesa di tempi più propizi.

### La discesa in Italia di Enrico VII di Lussemburgo
Nel 1309 montarono i dissidi tra Guido della Torre, signore di Milano e il cugino Cassono della Torre, arcivescovo della città poiché il primo accusava il secondo di essere in combutta con i Visconti. Le tensioni sfociarono il 1º ottobre nell'arresto dell'arcivescovo e nella sua prigionia alla Rocca di Angera. Questo atto generò malcontento nei milanesi che costrinsero Guido a liberarlo e a bandirlo della città. Matteo ne approfittò per inviare un'ambasceria guidata da Francesco da Garbagnate a Enrico VII di Lussemburgo spingendolo ad intervenire contro i guelfi lombardi che a sua opinione si disinteressavano dell'autorità imperiale.
Nel 1310 Enrico decise di recarsi a Milano per farsi incoronare Re d'Italia e poi di procedere a Roma per essere incoronato imperatore da papa Clemente V. Il vescovo di Costanza, in qualità di capo dei legati imperiali, partecipò al consiglio generale indetto a Milano per preparare la venuta del futuro imperatore. Guido della Torre lo accolse nel modo dovuto ma fu profondamente infastidito per la venuta dell'imperatore, che metteva in pericolo il potere guelfo in Lombardia, tanto che proibì a chiunque di uscire dalla città per accoglierlo e si preparò a contrastarlo militarmente malgrado alcuni dei suoi alleati cercassero di dissuaderlo. Come se non bastasse Filippo conte di Langosco si dichiarò vassallo dell'imperatore e non ci fu modo di convincerlo altrimenti. Alla fine Guido della Torre si arrese al parere di altri nobili che gli consigliarono di far venire l'imperatore almeno sino ad Asti cercando di indovinare nel frattempo i suoi propositi. Presto il Langosco e il Fissiraga si resero conto che Enrico intendeva riappacificare le città lombarde facendovi rientrare i ghibellini e sottoponendole al controllo di un vicario imperiale ma così facendo avrebbe messo in serio pericolo il potere dei Torriani. Enrico nel frattempo, lusingato da Francesco da Garbagnate, decise di voler conoscere Matteo. Il Visconti non aspettava altro e insieme ad un servo giunse sotto travestimento ad Asti. Qui i ghibellini lo accolsero trionfalmente conducendolo al cospetto dell'imperatore. Erano in quel luogo anche il Langosco e il Fissiraga. Matteo scelse astutamente di abbracciarli e dopo il loro rifiuto pronunciò un discorso in favore della riconciliazione tra guelfi e ghibellini sotto l'autorità imperiale che piacque molto ad Enrico. Nel frattempo giunse ad Asti anche Cassono della Torre, intenzionato a recuperare l'arcivescovato e a far cadere il cugino Guido. Il 4 dicembre 1310 fu stipulato un accordo tra Cassono e altri esponenti della sua famiglia e il Visconti e i suoi alleati secondo cui sarebbero stati perdonati i danni e le ingiurie passate e Matteo non avrebbe aggredito le città lombarde se non con l'approvazione dell'arcivescovo e che né lui né il figlio Galeazzo avrebbero più ricoperto alcuna carica a Milano e molti altri capitoli che di fatto conferivano un enorme potere allo stesso Cassono.
Enrico mosse quindi verso Milano per farsi incoronare. Sulla strada riuscì a ottenere Vigevano e a cacciare il podestà torriano grazie al tradimento di un medico locale. Procedette quindi verso Vercelli, Novara e Magenta ma quando si trovava ormai nelle vicinanze di Milano gli fu riferito che Guido si rifiutava di concedere il Broletto Vecchio per alloggiare il suo corteo. Enrico ordinò che tutti dovessero venire ad accoglierlo disarmati e alla fine venne malvolentieri lo stesso Guido che gli baciò i piedi e concedette il Broletto ai reali. Il 6 gennaio 1311 Enrico fu incoronato re d'Italia nella basilica di Sant'Ambrogio.

### La caduta dei Torriani
Il 12 febbraio in occasione di una condanna a morte, Enrico inviò una squadra di tedeschi a perlustrare i palazzi dei principali nobili milanesi per assicurarsi che non vi fossero sedizioni. In realtà Galeazzo Visconti e Francesco della Torre (figlio di Guido) si erano già accordati per intervenire militarmente e scacciare l'imperatore della città ma saggiamente Matteo, che appoggiasse questo piano o meno, ordinò ai suoi famigliari di non compiere alcuna azione. Quando i tedeschi entrarono nel suo palazzo li accolse benevolmente ed offrì loro del vino e questi, dopo aver rovistato dappertutto, uscirono convinti che il Visconti fosse innocente. I soldati si recarono poi dai Torriani che, convinti di avere l'appoggio dei Visconti, si erano armati. Scoppiarono quindi tumulti in cui i Torriani e i loro alleati ebbero la peggio e furono costretti a fuggire mentre i tedeschi saccheggiavano i loro palazzi. Guido della Torre si rifugiò dapprima nel monastero di Santa Maria d'Aurona, che si trovava accanto a casa sua, poi in casa di un suo fedelissimo. Per non apparire colpevole, Matteo si presentò volontariamente dall'imperatore accompagnato dal vescovo di Trento. Il saccheggio della città continuò per sei giorni al termine del quale i Torriani e i loro seguaci furono banditi dalla città. Non sarebbero mai più tornati in qualità di signori di Milano.
Pochi giorni dopo, convinto dai suoi consiglieri, Enrico bandì anche Matteo ad Asti e il figlio Galeazzo a Treviso. Matteo tornò poi nelle grazie del re grazie all'intercessione di Francesco da Garbagnate e già l'11 aprile fu invitato ad un banchetto reale a Pavia in occasione della Pasqua. Il 17 aprile tornò insieme al sovrano a Milano.

### La rivolta delle città guelfe lombarde
Nella primavera del 1311 molte città lombarde tra cui Lodi, Crema, Cremona e Brescia erano ormai in aperta rivolta contro Enrico VII di Lussemburgo e furono inutili i tentativi di riportarle alla calma. Il 19 aprile l'esercito imperiale uscì da Milano per sedare le rivolte dopo essersi approvvigionato di grano e buoi a spese dei contadini milanesi. Lodi, Crema e Cremona non attesero neppure l'arrivo di Enrico e subito inviarono messi chiedendogli perdono. Il re entrò in tutte le tre città, punì i sediziosi e le riappacificò. Non fece lo stesso Brescia che risolse di resistere. Il re convocò un consiglio di guerra che deliberò di assediare la città e l'8 maggio inviò lettere a tutti coloro che erano fedeli al futuro imperatore richiedendo provviste, uomini ed armi. Il 20 maggio l'esercito guidato dall'arcivescovo di Treviri avviò l'assedio di Brescia ma la città riuscì a resistere sino al 24 settembre. Non fu saccheggiata né vi furono grandi violenze ma le sue mura furono atterrate.
Il 13 luglio 1311 l'imperatore vendette a Matteo il titolo di vicario imperiale per Milano per la somma di 50.000 fiorini d'oro che il Visconti fu costretto a raccogliere in gran parte dal popolo.
All'inizio di ottobre Enrico si portò a Pavia dove indisse un consiglio delle città di Lombardia. Il novello re d'Italia malgrado fosse riuscito a sedare temporaneamente le rivolte dei guelfi, non si trovava in una buona situazione. Una parte delle milizie al suo seguito se n'erano tornate in patria, altre erano state perse nelle varie operazioni militari e in particolare durante l'assedio di Brescia, molti ghibellini italiani erano restii a fornire un supporto significativo dato l'inverno ormai prossimo e la stessa Pavia pullulava di guelfi che mettevano in pericolo la sua sicurezza. Ancora una volta il re chiese l'aiuto di Matteo Visconti che venne da Milano con un buon seguito di fanti e cavalieri. Giunto sotto le mura di Pavia trovò però le porte chiuse per ordine di Filippo Langosco e poté entrare solo tre giorni dopo grazie alle pressioni del sovrano. Dopo aver stabilito una fragile pace tra il Langosco e i Beccaria, Enrico giunse il 17 ottobre a Tortona quindi il 21 a Genova accompagnato da dodici cavalieri milanesi dei cento che avrebbero dovuto inizialmente seguirlo. In quest'occasione, tra gli altri, conferì a Guglielmo della Pusterla la Gera d'Adda, a Filippo Langosco la città di Casale, a Cressono Crivelli la città di Lecco e la sua riviera, a Lodrisio Visconti l'intero Seprio, a Filippo I di Savoia-Acaia il vicariato su Pavia, Novara e Vercelli. Luchino Visconti, futuro signore di Milano, lo accompagnò a Roma.
Il 17 novembre Guido della Torre, con l'appoggio di Roberto d'Angiò, dei bolognesi e dei fiorentini, convocò a Bologna un consiglio a cui parteciparono i massimi esponenti delle città guelfe dell'Italia settentrionale. Sul finire dell'anno Casale, Asti e Alessandria abbandonarono Enrico per allearsi con Roberto, che in Piemonte già possedeva Alba, diventando così il riferimento per tutti i guelfi italiani. Filippo di Savoia tradì l'alleanza con Enrico e alleandosi con il Langosco cacciò i Beccaria da Pavia, Novara e Vercelli per poi cercare di scaricare le colpe su Matteo Visconti. Il 14 dicembre 1311 Enrico fu colpito dalla morte della moglie Margherita di Brabante il 14 dicembre 1311 a Genova. Alla fine di gennaio del 1312 Giacomo Cavalcabò, approfittando di alcuni suoi fedeli che gli aprirono una delle porte di Cremona, riuscì ad entrare in città, sollevare il popolo e cacciare il vicario Jacopo da Redanasco nonché Galeazzo Visconti che ivi si trovava; fu eletto quale nuovo podestà Rinaldo della Torre meglio conosciuto come Passerino. Il 18 febbraio si ribellò anche Piacenza.

### La battaglia di Soncino
All'inizio di febbraio del 1312 gran parte delle città lombarde era ormai in aperta rivolta contro il potere imperiale. Il 17 febbraio, prima di imbarcarsi alla volta di Pisa pertanto Enrico nominò quale suo vicario generale Werner von Homberg, conte di Basilea, con poteri superiori a qualsiasi altro vicario nominato precedentemente. Neppure il breve viaggio per Pisa fu scevro da contrattempi poiché la flotta fu funestate da tempeste che la contrinsero a riparare a Portovenere e riuscì ad arrivare a Porto Pisano solo il 6 marzo.
L'8 marzo Werner von Homberg indisse a Lodi una lega ghibellina a cui parteciparono i rappresentanti delle città rimaste fedeli all'imperatore. I presenti furono molto divisi sul da farsi ma alla fine ancora una volta Francesco da Garbagnate riuscì a convincere tutti ad eleggere Matteo Visconti quale braccio destro del capitano generale tedesco. L'Homberg si portò a Viboldone dove discusse con il Visconti, poi si portò a Brescia.
Nel frattempo anche i guelfi avevano tenuto un loro consiglio a Cremona dove Passerino della Torre e Giacomo Cavalcabò, ascoltando i consigli dei Fondulo, signori di Soncino, decisero di uscire con l'esercito e sorprendere quel borgo. L'azione riuscì parzialmente dal momento che la guarnigione del castello riuscì a resistere e ad inviare messaggeri ai ghibellini. L'Homberg mosse da Brescia insieme a un contingente di fanti e cavalieri viscontei guidati da Galeazzo Visconti e Cressono Crivelli e si apprestò ad accamparsi a Soncino. In quel mentre Passerino della Torre avrebbe voluto attaccarli e disperderli ma il Cavalcabò preferì attendere i rinforzi in arrivo da Cremona. Venutolo a sapere, il Crivelli mosse contro questo secondo esercito, riuscendo facilmente a sconfiggerlo. Gli assedianti diventarono quindi gli assediati. Passerino della Torre fuggì da una delle porte insieme ad alcuni dei suoi mentre il Cavalcabò oppose una disperata resistenza all'interno del borgo ma alla fine fu sconfitto, catturato e barbaramente giustiziato insieme a Venturino Fondulo e ai suoi figli. La disfatta fece cadere nello sconforto i cremonesi.
Nell'estate dello stesso anno Guido della Torre morì ma non ricevette neppure una sepoltura in terra consacrata in quanto era stato scomunicato dal cugino Cassono. Il 29 giugno Enrico VII fu incoronato imperatore a Roma da Clemente V. In autunno Antonio Fissiraga catturò diversi borghi nel contado di Lodi e tentò di catturare la città ma venne scacciato da Werner von Homberg.

### La battaglie di Gaggiano e di Rho
I Torriani non avevano ancora abbandonate le speranze di riprendere la signoria milanese, pertanto il 5 novembre a Pavia stabilirono una convenzione con Ugone, siniscalco reale di Roberto d'Angiò. Qualora i Torriani fossero tornati al potere, una volta tornati in possesso di tutti i loro beni, avrebbero giurato fedeltà al re, gli avrebbero garantito il controllo della giurisdizione civile e penale, le rendite derivanti da bandi e condanne, pedaggi, gabelle, dazi oltre a molte altre concessioni.
Il 18 maggio 1313 Galeazzo Visconti fu nominato vicario imperiale a Piacenza e il 29 luglio inviò in ostaggio al padre sette esponenti della famiglia Landi e sette della famiglia Scotti, compreso Alberto. Pochi giorni dopo i guelfi risposero cercando di sorprendere la città con un esercito di pavesi guidati dal Langosco, lodigiani dal Fissiraga, parmigiani da Giberto da Correggio, esuli milanesi con a capo Simone della Torre ed esuli piacentini.
Galeazzo non si fece cogliere impreparato ed effettuata una sortita sconfisse i guelfi riuscendo a catturare il Langosco e il Fissiraga e inviandoli anch'essi a Milano. Questa disfatta fu grandemente alleviata dalla morte dell'imperatore Enrico VII di Lussemburgo che avvenne a causa della malaria il 24 agosto 1313 presso Buonconvento e fece perdere autorità ai vicari imperiali di Lombardia.
Francesco e Simone della Torre ne approfittarono per raccogliere a Pavia un esercito rinforzato dalle truppe inviate da Roberto d'Angiò al comando di Tommaso Marzano, conte di Squillace. Matteo Visconti era in difficoltà dal momento che i soldati tedeschi dell'Homberg, privi di paga, erano tornati in Germania e le casse dell'erario erano vuote per i donativi versati all'imperatore per cui risultava difficoltoso reclutare un nuovo esercito. Il Visconti si ridusse ad opporre ai Torriani e agli angioini una milizia reclutata nel Seprio e nella Martesana che venne facilmente sbaragliata.
In settembre l'esercito guelfo attraversò il Ticinello fermandosi prima a Robecco poi al Castelletto di Abbiategrasso. Matteo riuscì fortunatamente ad intercettare il conte di Salisburgo che stava tornando in Germania e a pagarlo affinché combattesse per lui così il 24 settembre questo esercito uscì dalla città affiancato da truppe milanesi al comando del podestà Giannazzo Salimbene e forse monferrine al comando del marchese Teodoro, marciando sino a Gaggiano dove incontrò inaspettatamente il nemico. A questo punto il Salimbene propose di radunare l'esercito in una palude vicina facilmente difendibile ed eventualmente dar battaglia ma il conte tedesco, dichiarando di non aver intenzione di ritirarsi, caricò il nemico seguito da una parte dei milanesi mentre il resto seguì il podestà. I tedeschi combatterono valorosamente sino all'ultimo uomo e alla fine furono tutti uccisi o presi prigionieri a causa della grande inferiorità numerica. I guelfi però erano stati indeboliti e quando videro il luogo in cui si erano fortificati i ghibellini, decisero di tornare indietro ad Albairate. Tentarono poi di attaccare Milano da Porta Vercellina ma resisi conto che era ben fortificata, si diressero invece prima a Busto Arsizio poi a Legnano dove raccolsero rinforzi nel Seprio, parziale per i Torriani. Il Marzano si rese presto conto che le vettovaglie iniziavano a scarseggiare e le pianure dell'Alto Milanese non offrivano luoghi in cui potersi fortificare attendendo i rinforzi. Era inoltre in questione la fedeltà delle milizie reclutate nel Seprio e certa la loro indisciplina dato che un migliaio di loro si erano distaccate dall'esercito per andare a saccheggiare Rho e la campagna circostante. A questo proposito il Marzano ebbe un duro scontro con Francesco della Torre che infine lo convinse a muovere verso quella cittadina. Durante la marcia molti soldati disertarono tornandosene a Pavia e i restanti furono infine sconfitti dai viscontei guidati dal conte di Salibrun, da Galeazzo Visconti e da Giacomo Landriani. I pavesi, avendo udito che il Marzano aveva tradito i guelfi per denaro, ne saccheggiarono il palazzo e lo avrebbero linciato se non fosse stato difeso da Francesco della Torre.

### La campagna in Lomellina
Nel 1314 i Torriani saccheggiarono l'abbazia di Morimondo poi come al solito si riunirono a Pavia dove prediposero un nuovo esercito sotto il loro comando e quello di Alberto Scotti (recentemente liberato da Matteo Visconti) e di Ghigo VIII de la Tour-du-Pin, delfino del Viennois. Galeazzo Visconti se ne accorse e inviò molte lettere al padre chiedendo rinforzi ma i guelfi furono più rapidi e nel settembre dello stesso anno occuparono la sponda piacentina del Po giungendo fin sotto le mura della città. L'esercito mandato da Matteo in soccorso del figlio, guidato da Francesco da Garbagnate e Pasio Ermenzano giunto presso le rive del fiume, s'avvide del nemico che gli sbarrava la strada e fu costretto ad accamparsi sulla sponda lodigiana. Il Garbagnate decise di ricorrere ad uno stratagemma: ordinò che si accendessero molti falò e si desse fiato alle trombe per distrarre il nemico mentre con un contingente si portava lontano e attraversava in barca il fiume per poi entrare in città. I guelfi dopo qualche alterco deliberarono di abbandonare l'impresa.
Matteo rispose inviando un esercito in Lomellina al comando del figlio Marco, di Francesco da Garbagnate e di Simone Crivelli. Dopo alterne vicende i viscontei assediarono il castello di Ferrera Erbognone tenuto dal conte Guidetto Langosco. Il Langosco riuscì a resistere per tre giorni contro forze soverchianti per poi gettarsi nella mischia. Fu infine convinto dalla moglie ad arrendersi ai milanesi che lo trattarono onorevolmente. I milanesi in seguito vinsero una battaglia a Mortara e in dicembre catturarono Tortona.

### Matteo espropria i beni arcivescovili
In seguito alla morte di Enrico VII di Lussemburgo, papa Clemente V aveva decretato che l'incoronazione imperiale costituiva un atto di fedeltà rendendo l'imperatore un vassallo del papa e che nel caso in cui il trono fosse vacante sarebbe stato il papa stesso a farne le veci. Essendo quello il caso, il 14 marzo 1314 nominò Roberto d'Angiò vicario imperiale per tutti i territori italiani soggetti all'impero, annullando di fatto il potere dei vicari nominati dall'imperatore tra cui vi era Matteo Visconti. Il 20 aprile, tuttavia, Clemente V morì. Lo scontro tra i Visconti e la Chiesa era tuttavia solo all'inizio. Le proprietà arcivescovili, che spettavano a Cassono della Torre, espulso da Enrico VII dopo la rivolta di Milano del 1311, furono divise tra i maggiori esponenti della famiglia Visconti e della nobiltà milanese. Cassono reagì recandosi da Marsiglia a Pavia dove scomunicò Matteo Visconti, la sua famiglia e tutti i suoi maggiori alleati per poi rifugiarsi nel castello di Cassano di sua proprietà. Matteo inviò i capitani Mulo da Gropello e Princivallo Prealone che con le loro truppe stanarono l'arcivescovo costringendolo ad abbandonare il castello e a rifugiarsi a Cremona.

### La battaglia di Ponte San Pietro e la cattura di Pavia
Nel febbraio del 1315 un nuovo esercito guelfo formato da 4.000 fanti e 1.000 cavalieri guidato dal cremonese Ponzino Ponzoni e costituito da cremonesi, milanesi, lodigiani, pavesi e bergamaschi cercò di assediare Lodrisio Visconti all'interno di Bergamo. Per impedire i riforimenti alla città da parte di Milano, decisero di catturare Ponte San Pietro dove però si imbatterono nelle truppe di Lodrisio Visconti, nel frattempo fuoriuscite dalla città, ammontanti a non oltre 1.500 uomini. Malgrado la grande inferiorità numerica, i viscontei ne uscirono vincitori.
Nel 1315 morì Uberto Visconti, fratello di Matteo e il 24 aprile fu sepolto nella basilica di Sant'Eustorgio. Seguì nello stesso mese un attacco da parte dei pavesi e confederati su Novara. I difensori, credendo di essere in numero sufficiente per respingere il nemico, scelsero di combattere sul campo e subirono una pesante sconfitta. I pavesi si dedicarono quindi a dar fuoco ad un ponte di barche fatto costruire sul Ticino. Matteo ordinò immediatamente di ricostruirlo ma il 18 maggio fu nuovamente distrutto dopo un aspro scontro in mezzo al fiume. Al fine di impadronirsi di Pavia, Matteo decise di bloccarle i rifornimenti facendo costruire un castello alla confluenza della Scrivia con il Po che fu battezzato Castel Ghibellino. I pavesi guidati da Ugo del Balzo, siniscalco di Roberto d'Angiò, e Riccardo Langosco, decisero il 7 luglio di attaccare i viscontei mentre erano intenti ai lavori. La flotta pavese però, avendo visto che la controparte milanese stava a difesa delle rive non attaccò e si ritirò senza combattere. Non così l'esercito guelfo che tentò di attaccare la fortezza senza successo e venne poi sconfitto da un contrattacco guidato da Marco Visconti che fece più di mille prigionieri. Nella battaglia forse morì Zonfredo della Torre.
Matteo Visconti questa volta seppe approfittare della vittoria. Inviò subito un esercito di cinquecento cavalieri guidato dal figlio Stefano e Francesco da Garbagnate ad intercettare una squadra di cinquanta cavalieri cremonesi venuti in soccorso ai pavesi. Dopo aver concertato l'apertura di una delle porte di Pavia con un traditore, giunsero di notte nei pressi della città. Qui una parte dei milanesi si portò sulla strada per Milano e iniziò ad accendere grandi fuochi e battere le armi sugli scudi simulando un attacco alle mura mentre il resto dell'esercito stava appostato sulla strada per Piacenza. Il Langosco effettuò una sortita contro quelli ma quando s'avvide dell'inganno era ormai troppo tardi e alcuni mercenari tedeschi erano già entrati in città dalla parte opposta. Simone della Torre riuscì per qualche tempo a respingere il nemico ma fu costretto a cedere, così i Visconti catturarono Pavia. Negli scontri rimasero uccisi sia Riccardo che Gherardino Langosco, figli di Filippo. La città fu poi affidata da Matteo al figlio Luchino Visconti.
Il 20 agosto un esercito di 500 cavalieri e 200 balestrieri provenzali guidato da Ugone del Balzo e Rizzardo Gambatesa entrò nell'alessandrino e prese diversi borghi e castelli. Marco Visconti, avendo ricevuto il supporto di 1.000 cavalieri da Milano, uscì da Alessandria e li sconfisse, riprendendo tutto quanto era stato catturato.
Il 29 agosto 1315 Uguccione della Faggiuola, sostenuto da Marco e Luchino Visconti, sconfisse i guelfi toscani nella battaglia di Montecatini. Negli scontri Luchino rimase ferito ad una gamba.
In dicembre Alessandria si ribellò a Roberto d'Angiò e passò sotto il controllo di Marco Visconti.

### Lo scontro con papa Giovanni XXII
Il 7 agosto 1316 salì al soglio pontificio papa Giovanni XXII, un francese fermamente deciso ad eliminare i ghibellini dall'Italia settentrionale e particolarmente amico di Roberto d'Angiò essendo cresciuto alla corte di Napoli. Poco dopo essere stato eletto applicò i decreti del predecessore Clemente V scatenando inevitabilmente un conflitto con i vicari imperiali. Nel gennaio 1317 inviò due legati pontifici in Italia affinché esortassero le città piemontesi, lombarde e venete alla pace e per richiedere a Matteo Visconti la liberazione dei Torriani, del Langosco e del Fissiraga. Le richieste verosimilmente non ebbero alcun effetto poiché nel marzo pubblicò un editto in cui vietò a chiunque di chiamarsi vicario imperiale e agire come tale minacciando la scomunica anche per coloro che avessero agito obbedendo ai loro ordini. Matteo Visconti, per non perdere lo stato, abbandonò la carica di vicario imperiale assumendo quella di signore di Milano, senza che peraltro cambiasse alcunché all'atto pratico. Giovanni XXII si vendicò rifiutandosi di confermare Gillo da Villalta quale patriarca di Aquileia e Giovanni Visconti quale arcivescovo di Milano, nominando al loro posto rispettivamente Cassono della Torre, ormai acerrimo nemico del Visconti, e il francescano Aicardo Antimiani, amico del torriano. Matteo rispose impedendo all'Antimiani di entrare nel territorio della signoria di Milano. Lo stesso anno Luchino cercò di assediare Cremona e Marco fece lo stesso con Asti ma entrambe le imprese fallirono.

### L'assedio di Genova
Nel 1318 Matteo Visconti estese le sue mire espansionistiche su Genova. A tal fine combinò il matrimonio tra Luchino e Caterina Spinola e tra Stefano e Valentina Doria alleandosi con le due famiglie ghibelline genovesi in opposizione alle guelfe Grimaldi e Fieschi. Il potere dei Doria e degli Spinola sulla città era però traballante in quell'anno tanto che poco dopo decisero di abbandonarla mettendosi sotto la protezione del Visconti. Il 1 aprile gli esuli genovesi posero l'assedio alla città e Visconti rispose inviando un esercito composto da 1.500 cavalieri al comando del figlio Marco. Gli assediati inviarono allora una delegazione a Milano promettendo, in cambio della pace, di togliere ogni gabella dalle merci milanesi e offrirono forse anche una certa somma di denaro. I milanesi risposero che avrebbero accettato la pace qualora fosse stato permesso alle famiglie Doria e Spinola di rientrare in città e di riprendere possesso di tutti i loro beni. Gli ambasciatori genovesi rifiutarono e tornarono incolleriti in patria.
Nel frattempo i vescovi di Asti e Como scomunicarono Matteo insieme a Cangrande della Scala e Rinaldo dei Bonacolsi. I genovesi inviarono quindi una seconda ambasceria a Roberto d'Angiò che la accolse benevolmente, le fornì 500 cavalieri in supporto e le promise di intervenire personalmente. Il 21 luglio l'esercito angioino, composto da 6.000 fanti e 1.500 cavalieri e guidato dal re sbarcò a Genova; con esso vi erano la regina e molti nobili del Regno di Napoli. Il 27 luglio fu conferita a Roberto d'Angiò la signoria di Genova per dieci anni. Trovandosi in inferiorità numerica, Marco Visconti si ritirò sulle alture sopra Prè. L'8 agosto l'Angiò attaccò l'accampamento visconteo con 4.000 uomini ma fu respinto con la perdita di 330 uomini ed inseguito fino alle porte della città. Il Visconti pose di nuovo l'assedio e iniziò a battere incessantemente le mura. Nel frattempo l'Angiò si era visto sottrarre Cremona, governata da Giacomo Cavalcabò, da Ponzino Ponzoni nel frattempo diventato guelfo e non era riuscito a convincere Cangrande della Scala a passare al suo partito pertanto si era rivolto a Giovanni XXII chiedendogli di intervenire per limitare il potere dei Visconti. Il 19 agosto Matteo rispose stipulando a Lombriasco un'alleanza con Filippo I di Savoia-Acaia, concedendogli, nel caso fossero state catturate, le città di Asti, Ivrea e Savigliano (che appartenevano all'Angiò), in cambio della sola Alba.
In dicembre Matteo convocò un'assemblea dei signori ghibellini a Soncino in cui accusò il pontefice e l'Angiò di voler usurpare il loro potere e li esortò ad una più stretta alleanza per contrastarli. Ci fu comune consenso e Cangrande della Scala venne eletto quale capo di questa nuova alleanza ghibellina.
Il 5 febbraio 1319 per liberarsi dall'assedio, Roberto d'Angiò fece imbarcare un esercito di 14.000 uomini al comando di Simone della Torre sulle sue galee e lo fece sbarcare a Sestri Ponente. Marco Visconti cercò di impedire al nemico di sbarcare ma non vi riuscì, poi la parte rimasta a cingere d'assedio la città fu sconfitta dalla sortita degli angioini e il milanese fu costretto a ritirarsi.
Matteo in seguito alla sconfitta di Sestri decise di rafforzare la posizione del partito ghibellino reclutando nuovi alleati. Riuscì ben presto a portare dalla sua parte Teodoro I del Monferrato, Federico III di Sicilia e l'imperatore Andronico II Paleologo poi fece scendere mercenari dalla Germania. Il 23 luglio Marco Visconti assediò infruttuosamente Asti ma forse fu solo uno stratagemma per distrarre i guelfi dal momento che il 1 agosto pose di nuovo l'assedio a Genova con mille fanti e altrettanti cavalieri.
Nel novembre del 1319 Ugone del Balzo cercò di distogliere Marco Visconti dall'assedio di Genova catturando Novi poi, grazie al tradimento di Alice Guaschi lo fece entrare a Bergoglio. Il 2 dicembre, mentre Ugone del Balzo era sulla strada per Montecastello fu sorpreso dall'esercito di Luchino Visconti, venuto soccorrere il fratello, che lo sconfisse e lo uccise. Pochi giorni prima Luchino aveva sconfitto anche Simone della Torre che aveva preso Valenza e stava saccheggiando la Lomellina. Nello stesso anno, tuttavia, i guelfi dopo aver catturato Crema con una rivolta popolare, riuscirono a respingere due attacchi da parte dell'esercito milanese guidato dal podestà Bonifacio da Curiago. La ribellione ebbe esito favorevole anche a Brescia, infine riuscirono a cacciare il Ponzoni da Cremona.

### L'offensiva di Filippo di Valois
All'inizio 1320 Giovanni XXII rinnovò le accuse a Matteo Visconti di noncuranza verso i beni ecclesiastici e di estorsione ai danni del clero. Matteo cercò invano di dimostrare di essere ben disposto redimendo la Corona Ferrea e il tesoro del duomo di San Giovanni che era stato dato in pegno dal comune. Il papa nominò quale suo vicario in Lombardia un suo parente il cardinale Bertrando del Poggetto esortando tutti gli ecclesiastici a supportarlo; Roberto d'Angiò nominò quale luogotenente del vicario Filippo conte del Maine, futuro re di Francia. Quest'ultimo il 15 giugno entrò a Cuneo con un esercito di mille cavalieri, il 5 luglio arrivò ad Asti dove si rinforzò con molti guelfi lombardi. Galeazzo, Marco e Luchino Visconti erano in quei giorni impegnati nell'assedio di Vercelli in supporto dei Tizzoni contro gli Avogadro. I tre figli di Matteo si ritirarono dalla città e fecero la rassegna delle truppe (3.000-5.000 cavalieri e numerosi fanti) a Novara, poi marciarono di nuovo verso Vercelli accampandosi a tre miglia dai francesi. Secondo gli storici conteramponei a quegli eventi, si evitò la battaglia grazie alla donazione di due botti d'argento piene di vino (o più probabilmente d'oro) da parte di Galeazzo Visconti.

### La scomunica e l'accusa di eresia
Giovanni XXII, con una lettera del 27 giugno, aveva chiesto a Bertrando del Poggetto che la scomunica sul Visconti fosse estesa a tutte le chiese della signoria di Milano e che fosse citato a comparire alla sua presenza ad Avignone per discolparsi dal momento che continuava a farsi chiamare signore di Milano e ignorava la scomunica già pendente su di lui. Il vicario inviò il cappellano Ricano di Pietro dal Visconti per chiedergli di inviare ambasciatori con cui discutere le sue pretese: che Matteo rinunciasse al governo di Milano, che riconoscesse quale re Roberto d'Angiò, che i Torriani fossero riammessi in città e che fossero liberati tutti i prigionieri. Le condizioni risultarono ovviamente inaccettabili per cui quando il cappellano entrò a Milano con il suo piccolo seguito venne subito arrestato, legato e condotto al castello di Rosate dove rimase prigioniero per diversi giorni. Il cardinale, irritato, fece pubblicare la scomunica in tutte le chiese.
Il 15 gennaio 1321 si spense Bonacosa Borri, moglie di Matteo e fu sepolta nella basilica di Sant'Eustorgio.
Nel febbraio del 1321 Matteo non era ancora comparso alla corte papale, adducendo come scusa l'età avanzata e l'ormai precario stato di salute pertanto fu condannato in contumacia.
Nel dicembre 1321 il papa chiese all'arcivescovo di Milano di aprire un nuovo processo contro di lui e suo figlio Galeazzo per eresia. Aicardo Antimiani avviò la procedura e la concluse condannando Matteo quale eretico e disponendo la confisca dei suoi beni e la perdita di tutte le cariche. All'inizio del 1322 il cardinale Bertrand du Pouget proclamò, da Asti, la santa crociata contro i Visconti riunendo i crociati a Valenza, mentre le contese che coinvolgevano guelfi e ghibellini continuarono in tutta la Lombardia. L'accusa fu poi estesa a tutti i figli di Matteo e ben 1465 citazioni a comparire furono inviate agli uomini più vicini ai Visconti; gli stessi cittadini milanesi furono minacciati dall'Inquisizione.

### La battaglia di Bardi
All'inizio di aprile Vercelli era ormai ridotta alla fame dall'assedio visconteo. I guelfi decisero di inviare un esercito in suo soccorso composto da lombardi e da catalani per un totale di 3.000 fanti e 600 cavalieri che partendo da Santhià mossero verso la città assediata. Non vi arrivarono mai in quanto caddero in un agguato teso dall'esercito milanese che ne catturo duecento e mise i restanti in fuga, catturando tutte le salmerie. Pochi giorni dopo Vercelli si arrese, Simone Avogadro e altri nobili furono imprigionati a Milano e i Tizzoni come da consuetudine demolirono i palazzi degli Avogadro. Poco dopo Marco Visconti prese Quargnento, Solero e Nonio Roberto d'Angiò, rimasto senza luogotenente, nel maggio di quest'anno nominò Raimondo di Cardona che in pochi giorni riprese Quargnento, Montecastello e Occimiano quindi saccheggiò l'alessandrino con 1.500 cavalieri e mosse verso Tortona. Marco Visconti cercò la battaglia campale ma il Cardona non gliela concesse e poco dopo catturò Bassignana. Sul fronte orientale Galeazzo cercò inutilmente di catturare Crema, prese Soresina e infine sconfisse i cremaschi nelle vicinanze di Soncino. Giacomo Cavalcabò allora uscì da Cremona e si diresse a Bologna e in Toscana per reclutare un nuovo esercito. Riuscì a radunare 700 cavalieri che mise al comando di Francesco Scotti, figlio di Alberto e si diresse nell'Appennino piacentino dove assediò la rocca di Bardi. Galeazzo lasciò assediare Cremona a Vergusio dei Landi e a Ponzino Ponzoni e si diresse incontro al nemico. Quando vide avvicinarsi l'esercito visconteo, il Cavalcabò si avvicinò scortato da venti cavalieri ma fu sorpreso dalla carica della cavalleria nemica e nello scontro rimase ucciso. Dopo diverse ore di battaglia fu decisiva la carica della cavalleria tedesca guidata da Manfredo dei Landi. Il 17 gennaio 1322 Cremona si arrese ai Visconti.

### La morte
Il 23 maggio 1322 Galeazzo Visconti si recò a trovare il padre a Milano. Matteo gli affidò il governo ritirandosi dalla vita politica poi lo abbracciò. Successivamente visitò molte chiese della città e del contado. Un giorno, convocato il clero nella cattedrale di Santa Maria Maggiore, recitò genuflesso il Credo e protestò che per tutta la sua vita aveva sempre professato la fede cristiana.
Il giorno dopo si recò al Duomo di Monza ma mentre stava pregando iniziò a sentirsi male. Volle quindi visitare la Chiesa di Santa Maria Rossa in Crescenzago e quivi, sentendosi ormai prossimo alla fine, radunò tutta la sua famiglia, consigliando figli di ristabilire la pace con la Chiesa. Il 24 giugno, nel giorno dedicato a San Giovanni Battista, Matteo Visconti si spense all'età di 72 anni dopo aver governato la signoria per più di venticinque. I figli tennero occulta la sua morte per alcuni giorni lasciando che medici e servitori continuassero ad entrare nella sua stanza portando cibo e medicine. Essendo morto sotto scomunica ed essendo la città sotto interdetto non poté essere sepolto in terra consacrata pertanto i figli lo deposero in un luogo segreto oggi sconosciuto. Alla luce di ciò è difficile credere che sia stato sepolto, come ritengono taluni, nella basilica di Sant'Eustorgio o nella stessa Chiesa di Santa Maria Rossa in Crescenzago. Secondo il Corio fu in seguito riposto nell'abbazia di Chiaravalle.

## Aspetto e personalità
Il Giulini, basandosi su una tavola lignea in suo possesso, così lo descrive:
(Giorgio Giulini, Memorie)
L'aspetto sembra in gran parte corrispondere con le raffigurazioni di Paolo Giovio, Antonio Campi e con quella più moderna di Eugenio Silvestri con l'eccezione della barba, sempre presente in queste tre ma che non andava di moda nel periodo in cui visse Matteo Visconti.
Riguardo alla sua personalità scrive:
(Giorgio Giulini, Memorie)

## Discendenza
Dall'unione con Bonacossa Borri (1254-1321) nacquero i seguenti figli:
- Floramonda (?-1321) andata sposa a Guido Mandelli conte di Maccagno;
- Galeazzo I (1277-1328), signore di Milano, sposò Beatrice d'Este;
- Beatrice (c. 1280-?), andata sposa a Spinetta Malaspina, marchese di Verrucola;
- Caterina (1282-1311), andata sposa ad Alboino I della Scala, signore di Verona.
- Stefano (1288-1327), conte di Arona, sposò Valentina Doria di Genova.
- Marco, detto Balatrone (c. 1289-1329), Signore di Rosate et di Lucca.
- Giovanni (c. 1290-1354), arcivescovo di Milano, co-signore di Milano con Luchino Visconti.
- Luchino (1292-1349) co-signore di Milano con il suo fratello Giovanni, sposò Violante di Saluzzo, Caterina Spinola e Isabella Fieschi.
- Zaccarina (1295-1328) andata sposa a Ottone Rusconi del Como.
- Agnese, andata sposa a Cecchino della Scala di Verona.
- Achilla, andata sposa a Guglielmo della Pusterla, da cui ebbe Guglielmo, Corrado, Margherita, Stefano e Pulcra.[34][35]

Dall'unione con un'amante sconosciuta nacque:
- Antonio (? - dopo il 1339), si distinse nella battaglia di Parabiago.[36]

## Ascendenza
|                    |   |                | Genitori |  |  | Nonni |  |  | Bisnonni        |  |  | Trisnonni       |  |
|                    |   |                |          |  |  |       |  |  | Ottone Visconti |  |  | Uberto Visconti |  |
|                    |   |                |          |  |  |       |  |  | Ottone Visconti |  |  | Uberto Visconti |  |
|                    |   | Berta Pirovano |          |  |  |       |  |  | Ottone Visconti |  |  |                 |  |
| Andreotto Visconti |   |                |          |  |  |       |  |  | Ottone Visconti |  |  |                 |  |
|                    |   | …              | …        |  |  |       |  |  |                 |  |  |                 |  |
|                    |   | …              | …        |  |  |       |  |  |                 |  |  |                 |  |
|                    |   | …              | …        |  |  |       |  |  |                 |  |  |                 |  |
| Teobaldo Visconti  |   | …              |          |  |  |       |  |  |                 |  |  |                 |  |
|                    |   | …              | …        |  |  |       |  |  |                 |  |  |                 |  |
|                    |   | …              | …        |  |  |       |  |  |                 |  |  |                 |  |
|                    |   | …              | …        |  |  |       |  |  |                 |  |  |                 |  |
| Fiorina Mandelli   |   | …              |          |  |  |       |  |  |                 |  |  |                 |  |
|                    |   | …              | …        |  |  |       |  |  |                 |  |  |                 |  |
|                    |   | …              | …        |  |  |       |  |  |                 |  |  |                 |  |
|                    |   | …              | …        |  |  |       |  |  |                 |  |  |                 |  |
| Matteo I Visconti  |   | …              |          |  |  |       |  |  |                 |  |  |                 |  |
|                    | … | …              |          |  |  |       |  |  |                 |  |  |                 |  |
|                    | … | …              |          |  |  |       |  |  |                 |  |  |                 |  |
|                    | … | …              |          |  |  |       |  |  |                 |  |  |                 |  |
| …                  | … |                |          |  |  |       |  |  |                 |  |  |                 |  |
|                    |   | …              | …        |  |  |       |  |  |                 |  |  |                 |  |
|                    |   | …              | …        |  |  |       |  |  |                 |  |  |                 |  |
|                    |   | …              | …        |  |  |       |  |  |                 |  |  |                 |  |
| Anastasia Pirovano |   | …              |          |  |  |       |  |  |                 |  |  |                 |  |
|                    |   | …              | …        |  |  |       |  |  |                 |  |  |                 |  |
|                    |   | …              | …        |  |  |       |  |  |                 |  |  |                 |  |
|                    |   | …              | …        |  |  |       |  |  |                 |  |  |                 |  |
| …                  |   | …              |          |  |  |       |  |  |                 |  |  |                 |  |
|                    |   | …              | …        |  |  |       |  |  |                 |  |  |                 |  |
|                    |   | …              | …        |  |  |       |  |  |                 |  |  |                 |  |
|                    |   | …              | …        |  |  |       |  |  |                 |  |  |                 |  |
|                    |   | …              |          |  |  |       |  |  |                 |  |  |                 |  |

## Opere architettoniche legate a Matteo Visconti
- Basilica di Sant'Eustorgio, Cappella dei Visconti
- Broletto Vecchio (appartamenti delle signore)
- Castello di Pavia; fu in seguito ricostruito da Galeazzo II Visconti
- Duomo di Monza (restauro)
- Loggia degli Osii (ricostruzione)
- Nel 1315 diede avvio alla costruzione della cittadella di Fodesta presso la parte settentrionale della cinta muraria di Piacenza.[37]